# Eremochelis iviei
Eremochelis iviei är en spindeldjursart som först beskrevs av Muma 1951.  Eremochelis iviei ingår i släktet Eremochelis och familjen Eremobatidae. Inga underarter finns listade i Catalogue of Life.